# Skeleton vid olympiska vinterspelen 2006
Vid de olympiska vinterspelen 2006 hölls för andra mästerskapet i rad tävlingar i skeleton

## Grenar
Två skeletongrenar hölls vid de olympiska vinterspelen 2006.
| Gren               | Guld                        | Guld    | Silver                        | Silver  | Brons                                 | Brons   |
| Herrar Detaljer... | Duff Gibson Kanada          | 1:55,88 | Jeff Pain Kanada              | 1:56,14 | Gregor Stähli Schweiz                 | 1.56,80 |
| Damer Detaljer...  | Maya Pedersen-Bieri Schweiz | 1:59,83 | Shelley Rudman Storbritannien | 2:01,06 | Mellisa Hollingsworth-Richards Kanada | 2:01,41 |

### Medaljtabell
| Pl. | Nation         | Guld | Silver | Brons | Totalt |
| --- | -------------- | ---- | ------ | ----- | ------ |
| 1   | Kanada         | 1    | 1      | 1     | 3      |
| 2   | Schweiz        | 1    | 0      | 1     | 2      |
| 3   | Storbritannien | 0    | 1      | 0     | 1      |

## Deltagande nationer
| - Australien (2) - Österrike (2) - Bermuda (1) - Kanada (5) - Kroatien (1) - Frankrike (1) - Tyskland (4) - Storbritannien (3) - Irland (1) - Italien (2) - Japan (3) | - Sydkorea (1) - Lettland (1) - Libanon (1) - Norge (1) - Nya Zeeland (2) - Polen (1) - Sydafrika (1) - Ryssland (2) - Schweiz (3) - USA (4) |